# Sabicea camporum
Sabicea camporum är en måreväxtart som beskrevs av Thomas Archibald Sprague. Sabicea camporum ingår i släktet Sabicea och familjen måreväxter.
Artens utbredningsområde är Colombia. Inga underarter finns listade i Catalogue of Life.